# Pacajá
Pacajá est une municipalité brésilienne située dans l'État du Pará.